# Malte Drescher

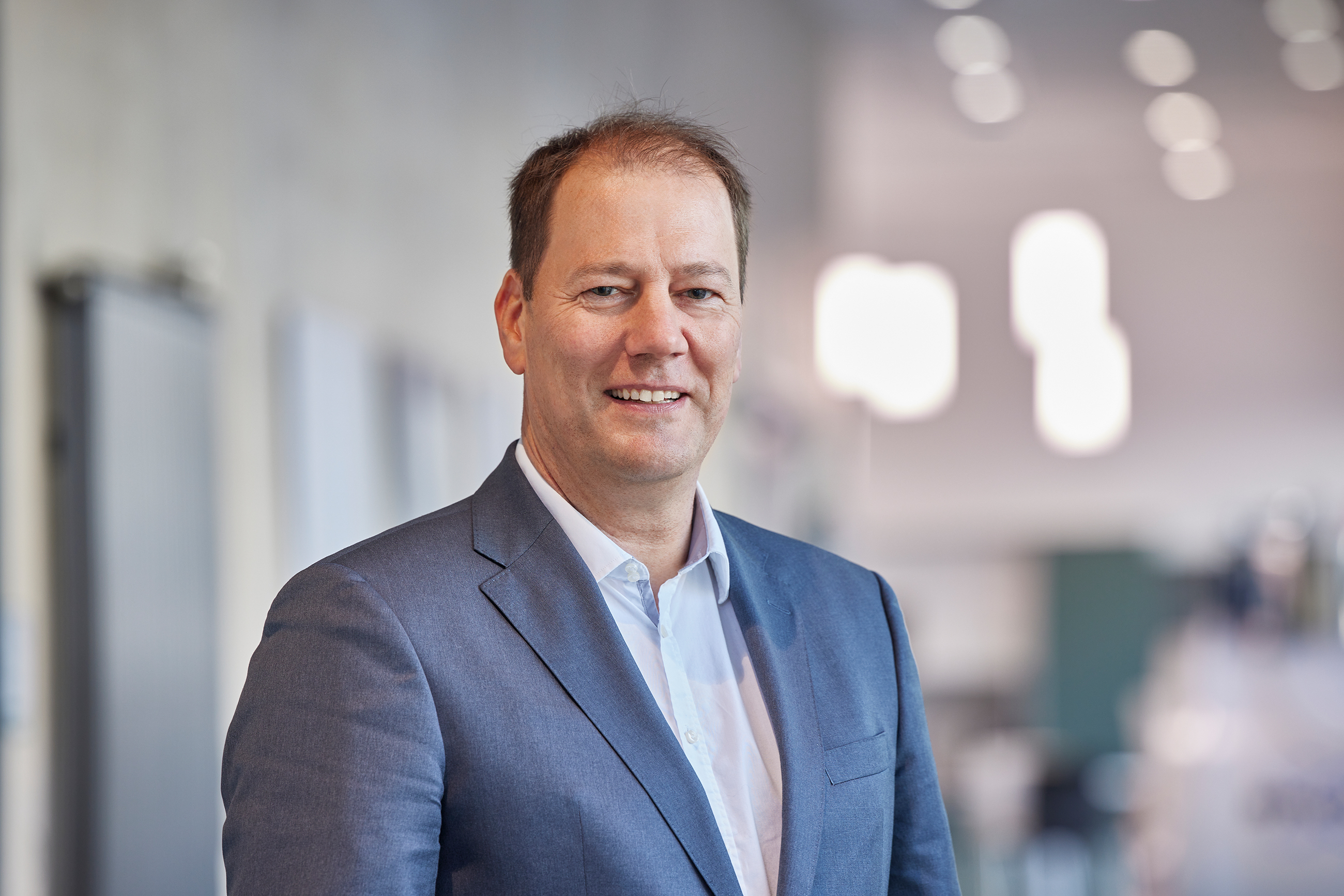
Malte Drescher, 2023

Malte Drescher (* 16. Februar 1975 in Kiel) ist ein deutscher Physiker und Chemiker sowie Präsident der Rheinland-Pfälzischen Technischen Universität Kaiserslautern-Landau.

## Leben und Wirken
Malte Drescher studierte Physik an der Universität Karlsruhe und schloss dort 2001 als Diplom-Physiker ab. Im Jahr 2005 promovierte er zum Thema „Ortsaufgelöste Elektronenspinresonanz“ (Betreuer: Elmar Dormann). Nach einem durch ein DFG-Forschungsstipendium geförderten Postdoc-Aufenthalt von 2006 bis 2007 in der Molekularphysik an der Universität Leiden ist er seit 2008 an der Universität Konstanz. Drescher war von 2008 bis 2013 als Nachwuchsgruppenleiter im Rahmen des Emmy-Noether-Programms und von 2014 bis 2015 als Fellow des Zukunftskollegs im Rahmen des Heisenberg-Programms an der Universität Konstanz tätig. Von 2010 bis 2015 war Drescher Vorstandsmitglied der Graduiertenschule „Chemische Biologie“ (DFG GSC 218). Seit 2011 ist er Vertrauensdozent (Ansprechpartner) der Bunsen-Gesellschaft.
Im Jahr 2014 erfolgte die Habilitation Dreschers in der Physikalischen Chemie zum Thema „Elektronenspinresonanz-Spektroskopie zur Aufklärung von Struktur und Dynamik polymorpher Biomakromoleküle in vitro und in cellula“. Im Jahr 2015 wurde er im Rahmen einer Heisenberg-Professur, zum Professor im Fachbereich Chemie für „Spektroskopie komplexer Systeme“ an der Universität Konstanz ernannt. Er war von 2018 bis 2024 Mitglied des Rektorats der Universität Konstanz. Von 2018 bis 2019 war Drescher Prorektor für Lehre und von 2019 bis 2024 Prorektor für Forschung. Seit dem Jahr 2022 ist Drescher zudem Mitglied der Ständigen Kommission für Forschung und Karrierewege der Hochschulrektorenkonferenz.
Im Dezember 2023 wurde Drescher einstimmig zum neuen Präsidenten der Rheinland-Pfälzischen Technischen Universität Kaiserslautern-Landau (RPTU) gewählt. Seit Oktober 2024 ist er Präsident der RPTU Kaiserslautern-Landau. Neben seinem Präsidentenamt wird Drescher weiterhin die Forschung seiner Arbeitsgruppe an der Universität Konstanz leiten. Er lehrt und prüft jedoch an der Universität Konstanz nicht parallel dazu.
Drescher betrieb den Kanusport als Leistungssport und nahm beispielsweise an einer Regatta auf dem Gelterswoog teil. Inzwischen ist er ehrenamtlicher Ressortleiter für den olympischen Kanu-Rennsport des Deutschen Kanu-Verbandes und Beauftragter für „Die Finals“. Drescher beschäftigt sich mit der Theorie rund um den Sportbootführerschein See und den Sportküstenschifferschein und ist ehrenamtlicher Segellehrer, unterrichtet an Segel- und Motorbootschulen sowie ist Prüfer für Sportbootführerscheine. Er hat bezüglich dieser Führerscheine und deren Prüfungen 2015 ein Buch geschrieben und veröffentlicht.
Er ist verheiratet und Vater von drei Kindern.

## Forschungsleistungen
Sein Forschungsinteresse gilt der Spektroskopie komplexer Systeme sowie der Überbrückung von Methodenentwicklung und Anwendungsorientierung, insbesondere im Bereich der Elektronenspinresonanz-Spektroskopie (ESR-Spektroskopie). Drescher und seine Gruppe an der Universität Konstanz entwickeln und nutzen diese spektroskopische Methode, um bspw. die Struktur und Dynamik von (Bio-)Makromolekülen zu untersuchen. Im Jahr 2017 wurde er für seine Forschung mit einem ERC Grant ausgezeichnet.
Drescher und seine Arbeitsgruppe entwickeln neue Methoden für die paramagnetische Elektronenspinresonanz-Spektroskopie (EPR) in Kombination mit ortsaufgelöster Spinmarkierung. Sie haben systematisch an der Entwicklung und Verbesserung von in cellula-EPR-Ansätzen und in vivo-Markierungsstrategien gearbeitet. Mit diesen Methoden untersuchen sie einerseits Aspekte der Materialwissenschaften und andererseits der Biophysikalischen Chemie. In den Materialwissenschaften setzen sie ihre Methoden ein, um Materialien auf molekularer Ebene zu charakterisieren. Beispiele sind die Untersuchung zur Delokalisierung von Triplettzuständen in synthetischen konjugierten Polymeren oder zur Diffusion von Gastmolekülen in Nanoporen. Im Bereich der Biophysikalischen Chemie untersuchen sie die Struktur und Dynamik von Biomakromolekülen in komplexen Umgebungen, z. B. in Organellen oder Zellen. Von besonderem Interesse sind in diesem Bereich Abstandsmessungen mittels EPR im Nanometerbereich und in Kombination mit komplementären spektroskopischen Techniken. Bei Methoden zur Charakterisierung der Struktur und Dynamik von Proteinen verwenden sie in vivo Markierungsstrategien und in cellula Spektroskopieansätze.
Drescher ist beteiligter Wissenschaftler an verschiedenen Projekten die von der Deutschen Forschungsgemeinschaft (DFG) gefördert werden. Er war als Teilprojektleiter an zwei verschiedenen und bereits abgeschlossenen Sonderforschungsbereichen beteiligt (DFG SFB 969, 1214).
Drescher ist Hauptuntersuchungsleiter der EU-geförderten Projekte „SPICE“ (Spectroscopy in cells) und „LIQUIDITY“ (Liquid Dosimetry via Electron Paramagnetic Resonance Spectroscopy). Im Rahmen des SPICE-Projekts wurde in seiner Arbeitsgruppe eine Entdeckung gemacht, die das Potenzial hat, ein neuartiges Flüssigdosimeter zu entwickeln. Denn in der Strahlentherapie ist es wichtig zu überprüfen, ob die geplante Strahlendosis tatsächlich den Tumor erreicht und wie viel Strahlung auch das gesunde Gewebe des Patienten trifft, dabei spielt die Wasseräquivalenz der Strahlendosis eine wichtige Rolle. Zur Entwicklung eines solchen neuen Flüssigdosimeters für eine verbesserte Qualitätskontrolle in der Strahlentherapie wurde das Projekt LIQUIDITY gefördert und gestartet.

## Schriften (Auswahl)
- mit Sebastian Höfel, Felix Zwicker, Michael K Fix: Towards liquid EPR dosimetry using nitroxides in aqueous solution. In: Physics in Medicine & Biology. Band 69, Nr. 5, 7. März 2024, ISSN 0031-9155, S. 055026, doi:10.1088/1361-6560/ad25c4.
- Sportbootführerschein See für Dummies: so sehen Sie der Prüfung gelassen entgegen (= für Dummies). 1.  Auflage. Wiley-VCH, Weinheim 2015, ISBN 978-3-527-70819-2.
- mit Mian Qi, Andreas Groß, Gunnar Jeschke, Adelheid Godt: Gd(III)-PyMTA Label Is Suitable for In-Cell EPR. In: Journal of the American Chemical Society. Band 136, Nr. 43, 29. Oktober 2014, ISSN 0002-7863, S. 15366–15378, doi:10.1021/ja508274d.
- mit Gunnar Jeschke (Hrsg.): EPR Spectroscopy. Applications in Chemistry and Biology. Springer Berlin, Heidelberg, 2012, doi:10.1007/978-3-642-28347-5.
- Elektronenspinresonanz‐Spektroskopie: Struktur und Dynamik intrinsisch ungeordneter Proteine. In: Chemie in unserer Zeit. Band 46, Nr. 3, Juni 2012, ISSN 0009-2851, S. 150–157, doi:10.1002/ciuz.201200581.
- Ortsaufgelöste Elektronenspinresonanz. 1.  Auflage. Cuvillier, Göttingen 2005, ISBN 3-86537-543-X.

## Ehrungen und Stipendien
- 2006: Forschungsstipendium der DFG[9]
- 2007: Emmy-Noether-Stipendium der DFG[9]
- 2013: Heisenberg-Stipendium der DFG[9]
- 2015: Heisenberg-Professur der DFG[9]
- 2017: EU-Forschungspreis (ERC Consolidator Grant)[19]

## Mitgliedschaften und Ehrenämter
- Ehrenamtlich im Deutschen Kanu-Verband tätig[16]
- Mitglied der Ständigen Kommission für Forschung und Karrierewege, Hochschulrektorenkonferenz[1]